# NGC 1329
NGC 1329 is een spiraalvormig sterrenstelsel in het sterrenbeeld Eridanus. Het hemelobject werd op 11 december 1835 ontdekt door de Britse astronoom John Herschel.

## Synoniemen
- PGC 12826
- ESO 548-15
- MCG -3-9-42